# All Together Now
All Together Now (englisch für „Jetzt alle zusammen“) ist ein Lied der britischen Rockband The Beatles, das erstmals 1969 auf dem Soundtrack-Album Yellow Submarine des gleichnamigen Films erschien. Komponiert wurde es hauptsächlich von Paul McCartney und veröffentlicht unter der Autorenangabe Lennon/McCartney.

## Hintergrund
Der Text von All Together Now ist simpel, ähnlich dem des Titels Yellow Submarine. Das Lied erinnert mit seinem einfachen Arrangement an Skiffle, obwohl klassische Instrumente Kontrabass und Waschbrett nicht verwendet wurden. McCartney war Sänger, den Hintergrundgesang übernahmen John Lennon und George Harrison.
Paul McCartney kam auf die Idee zu dem Lied und schrieb die Verse und den Refrain, während John Lennon den Mittelteil "Sail the ship, chop the tree" beisteuerte. McCartney bezeichnete All Together Now als Kinderlied und dass er den partizipativen Aspekt von Musikhall-Songs beim Komponieren nachahmte.
Im Film Yellow Submarine erscheint das Lied zunächst in einer animierten Sequenz und wird später am Ende des Films von den „echten“ Beatles noch einmal begonnen.
Während die Beatles in Indien waren, sangen sie eine andere Version, in der zur Verehrung von Maharishi Mahesh Yogi die Zeile “E, F, G, H, I, J, I love you” in “E, F, G, H, I, Jai Guru Dev” umgewandelt wurde.
Fußballfans in Großbritannien sangen das Lied nach seiner Veröffentlichung während Fußballspielen im Stadion. Verizon Wireless benutzte das Lied 2002 in einem Werbespot. Zehn Jahre später warb der Autohersteller Fiat mit einer von einem Kinderchor gesungenen Kurzversion des Titels für sein Modell 500L.
Paul McCartney sang das Lied am 4. Mai 2013 zum ersten Mal live im Estédio Mineir'o, Belo Horizonte, Brasilien während der Out There-Tournee.
Im Jahr 2019 kreierte Stella McCartney eine Beatles-Modekollektion mit dem Namen All Together Now.
Laut einer Musikpublikation aus dem Jahr 1978 stammt das Copyright des Musikverlags Northern Song aus dem Jahr 1964.

## Aufnahme
All Together Now wurde am 12. Mai 1967 in den Londoner Abbey Road Studios (Studio 2) ohne den Produzenten George Martin aufgenommen. Geoff Emerick war der Toningenieur der Aufnahmen. Es ist nicht dokumentiert, wer die Aufnahmesession produzierte.
Die Beatles nahmen neun Takes auf und entschieden sich für Take 9 um weitere Overdubs einzuspielen. Die Aufnahmen erfolgten in einer fünfeinhalbstündigen Session zwischen 19 und 0:30 Uhr.
Die Monoabmischung erfolgte am 12. Mai 1967, die Stereoabmischung erst am 29. Oktober 1968.
Besetzung:
- John Lennon: Akustikgitarre, Ukulele, Mundharmonika, Händeklatschen, Hintergrundgesang
- Paul McCartney: Bass, Akustikgitarre, Händeklatschen, Gesang
- George Harrison: Hintergrundgesang, Händeklatschen
- Ringo Starr: Schlagzeug, Zimbel, Händeklatschen

## Veröffentlichung
- Am 13. Januar 1969 erschien in den USA das 17. Beatles-Album Yellow Submarine, auf dem All Together Now enthalten ist. In Großbritannien wurde das Album am 17. Januar veröffentlicht, dort war es das elfte Beatles-Album. In Deutschland erschien das Album am 21. Januar 1969, dort war es das 14. Album der Beatles.
- Am 2. Februar 1972 erschien in Deutschland und weiteren Ländern die Single All Together Now / Hey Bulldog.[5]
- Am 13. September 1999 wurde auf dem Album Yellow Submarine Songtrack eine neue Abmischung von All Together Now, durch Peter Cobbin und seinen Assistenten Paul Hicks und Mirek Stiles hergestellt, veröffentlicht. Es wurden für den wiederveröffentlichten Film Yellow Submarine darüber hinaus 5.1-Abmischungen angefertigt.

## Coverversionen
Folgend eine kleine Auswahl:
- Royal Liverpool Philharmonic Orchestra – Liverpool Pops At Home [6]
- Kermit – Unpigged [7]
- Kenny Loggins – All Join in [8]